# Takaroa (Polinesia Francesa)
Takaroa es una comuna francesa situada en la subdivisión de Islas Tuamotu-Gambier, que forma parte de la colectividad de ultramar de Polinesia Francesa.

## Composición
Está formada por la unión de las dos comunas asociadas de Takapoto y Takaroa, que abarcan los atolones de Takapoto y Takaroa y la isla de Tikei, que forman parte de las Islas del Rey Jorge:
| Comuna asociada de Takapoto |                  |                  |                    |
| Atolón                      | Población (2012) | Superficie (km²) | Densidad (hab/km²) |
| Takapoto                    | 355              | 25.33            | 14                 |
| Comuna asociada de Takaroa  |                  |                  |                    |
| Atolón                      | Población (2012) | Superficie (km²) | Densidad (hab/km²) |
| Takaroa                     | 888              | 20               | 44                 |
| Isla                        | Población (2012) | Superficie (km²) | Densidad (hab/km²) |
| Tikei                       | 0                | 4                | 0                  |

## Demografía
| Gráfica de evolución demográfica de Takaroa entre 1971 y 2012 |
|                                                               |

Fuente: Insee